# السيد متولي عبد العال
الشيخ السيد متولي عبد العال (26 أبريل 1946 - 16 يوليو 2015) قارئ قرآن مصري ويعد أحد أعلام هذا المجال البارزين، من مواليد قرية الفدادنة بمركز فاقوس بمحافظة الشرقية.

## ولادته
ولد القارئ الشيخ سيد متولي بقرية الفدادنة مركز فاقوس بمحافظة الشرقية يوم 26 أبريل عام 1947م. وتوفي يوم الخميس، 16 يوليو 2015. وكان قد نشأ في أسرة يعمل عائلها بالزراعة كبقية أهل القرية.
كان والده يتطلّع إلى السماء داعياً رب العزة أن يرزقه ولداً بعد البنات الأربع ليكون لهم رجلاً وملاذاً بعد وفاته. وكانت الأم في شوق إلى ابن يقف بجوار شقيقاته الأربع بعد رحيلها حتى تطمئن على بناتها بوجود أخ لهن يأويهن إليه عند الشدائد والملمّات ويجدنه بجوارهن دائماً. وتأكيداً لرغبة الأم الشديدة في إنجاب غلام حليم دعت الله أن يرزقها الولد لتهبه لحفظ القرآن الكريم ليكون أحد رجال الدين وخادماً لكتاب الله عز وجل وعاملاً بحقل الدعوة الإسلامية. استجاب المولى لرجاء الوالدين ورزقهما بطفل ليبعث في نفسيهما الأمل ويبث في قلبيهما السكينة والإطمئنان. عم الخير أرجاء البيت بمقدم الوليد وسهرت الأم ليلها ونهارها ترقب نمو ابنها متمنية أن تراه رجلاً بين عشية أو ضحاها.. مرت الأيام مر السحاب وتعاقب الليل والنهار وتوالت الشهور وبلغ الابن الخامسة من عمره فأخذه أبوه وذهب به إلى كتّاب الفدادنة وقدّمه إلى الشيخة ((مريم السيد رزيق)) التي ستقوم بتلقينه الآيات والذكر الحكيم. وتعاهد الاثنان والوالد والشيخة مريم على الاهتمام بالإبن سيد متولي أدق ما يكون الاهتمام، ورعايته أفضل ما تكون الرعاية فتعاون البيت مع الكتاب وقدّما العون للطفل ابن الرابعة حتى يتفرغ لحفظ القرآن ومراجعته وإجادة نطقه. وجدت الشيخ مريم علامات النبوغ ومؤشرات الموهبة لدى تلميذها فانصبَّ اهتمامها عليه وعاملته معاملة متميزة لتصل به إلى حيث تضعه الموهبة دون تقصير ولا يأس، فهي المحفّظة التي تخرج على يديها وفي كتّابها مئات من الحفظة مما مكنها من معرفة إمكانات الموهوب وكيف تثقل موهبته كملقنة لها خبرتها ونظرتها الثاقبة.
عندما بلغ الابن الخامسة من عمره أخذه أبوه إلى كتّاب الفدادنة وقدمه إلى الشيخة «مريم السيد رزيق». ولما بلغ سيد متولي السادسة من عمره ألحقه والده بالمدرسة الابتدائية بالقرية فلم ينشغل بالدراسة عن القرآن.
ظل يتردد على كتّاب الشيخة مريم حتى أتم حفظ القرآن كاملاً وهو في سن الثانية عشرة. أصبح سيد متولي قارئ القرية في المناسبات والمآتم البسيطة وأحيا ليلة الخميس والأربعين فنجح في ذلك. أن فذهب به والده إلى الشيخ «الصاوي عبد المعطي» مأذون القرية ليتلقى عليه علم القراءات وأحكام التجويد.
حصل الشيخ سيد متولي على المأذونية خلفاً لأستاذه الشيخ الصاوي ليصبح قارئاً للقرآن ومأذوناً لقريته الفدادنه وذهب سيد إلى قرية العرين المجاورة للفدادنة ليتعلم علوم القرآن والقراءات على يد الشيخ طه الوكيل. بعد ذلك ذاع صيته في محافظة الشرقية وانهالت عليه الدعوات من كل أنحاء الشرقية وبدأ يغزو المحافظات الأخرى المجاورة لإحياء المآتم وكثيراً ما قرأ بجوار مشاهير القراء الإذاعيين أمثال الشيخ مصطفى إسماعيل والشيخ البنا والشيخ عبد الباسط والشيخ حمدي الزامل والشيخ السعيد عبد الصمد الزناتي.
في البداية لم يتعدَّ الأجر جنيهاً واحداً عام 1961م وعام 1962م. بعد عام 1980م وصلت شهرة الشيخ سيد متولي إلى المحافظات وامتدت في نفس العام إلى خارج مصر. فذاع صيته في بعض الدول العربية والإسلامية من خلال تسجيلاته على شرائط الكاسيت.

## قارئ الإذاعات العربية والإسلامية والسفر إلى الخارج
قام بتسجيل القرآن لبعض الإذاعات العربية والإسلامية وله تسجيلات تذاع بالأردن وإيران وبعض دول الخليج. سافر الشيخ سيد متولي إلى كثير من الدول العربية والإسلامية والأفريقية لإحياء ليالي شهر رمضان وتلاوة القرآن الكريم بأشهر المساجد هناك وله جمهوره المحب لصوته وأدائه في كل دولة ذهب إليها وهذا الحب والقبول أعز ما حصل عليه الشيخ سيد متولي على حد قوله، وخاصة إيران والأردن ودول الخليج العربي.

## وصلات خارجية
- تسجيلات الشيخ القارئ السيد متولي عبد العال